# Limmernsee

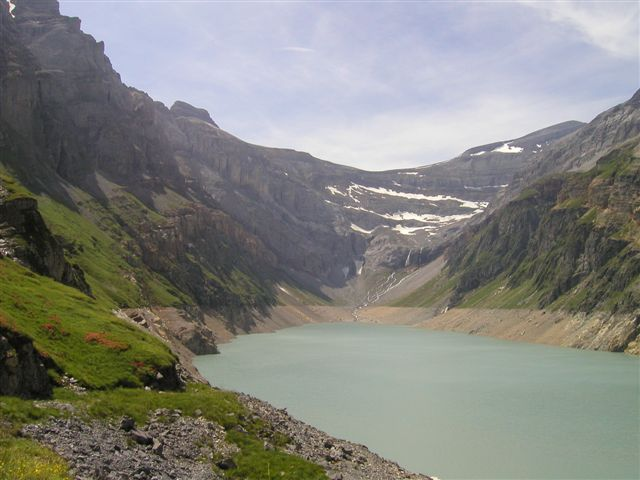

Limmernsee (eller Limmerensee) är en vattenreservoar i kantonen Glarus, Schweiz, belägen mellan bergstopparna Muttenchopf (2 482 m), Selbsanft (2 950 m) och Kistenstöckli (2 746 m). Dammen färdigställdes 1963 och sjöns areal är 1,36 kvadratkilometer.